# Docirava dervenaria
Docirava dervenaria is een vlinder uit de familie spanners (Geometridae). De wetenschappelijke naam is voor het eerst geldig gepubliceerd in 1981 door von Mentzer.
De soort komt voor in Europa.